# Françoise Quardon
Françoise Quardon, née à Nantes en 1961, est une artiste plasticienne française (installations, photographie, vidéo, arts décoratifs, écriture).
Elle vit et travaille à Paris et au Havre

## Biographie
Née en 1961, à Nantes, Françoise Quardon est une ancienne élève de Gina Pane à l'école des Beaux-arts du Mans,. En 1990, une exposition personnelle lui est consacrée à la Criée-Halle d’art contemporain de Rennes, accompagnée de la publication de son premier catalogue, Je pense à vous, regroupant des œuvres de 1985 à 1990.
Elle participe à la première Biennale d'art contemporain de Lyon, L’Amour de l’art (commissaire : Thierry Raspail),. Elle travaille dans son atelier de la Cité internationale des arts et anime un séminaire d'art et cinéma à l'École spéciale d'architecture.
Elle participe également aux expositions Féminin-Masculin, au Centre Georges-Pompidou (commissaires : Marie-Laure Bernadac et Bernard Marcadé), et à d'autres expositions collectives, comme Présumés Innocents, CAPC, Bordeaux (commissaires : Marie-Laure Bernadac et Stéphanie Moisdon), Elles, Centre Georges Pompidou, Blanche est la couleur, Hommage à Thomas Gleb, Passage de Retz (commissaire : Yves Sabourin).
L’ornement et le décoratif étant fortement inscrits dans son travail, elle réalise le décor d’un service de table Les délices des Harpies pour la Manufacture de Sèvres, ainsi que le carton d’une tapisserie Joie (commande du Cnap).
L’ensemble de son travail est répertorié dans la monographie La Ballade des clamecés.
Elle se consacre également à l'écriture. Certains de ses textes de fiction sont publiés aux éditions Contrat Maint à Toulouse. Son album Jolie Pépée, mon amie de porcelaine a été le coup de cœur de la revue L’École aujourd’hui au salon du livre et de la presse jeunesse de Montreuil 2012.
En 2014 à l'invitation du C.I.A.V. (Centre International d'Art Verrier)-Meisenthal, pendant sa résidence, elle réalise grâce aux savoir-faire des ateliers verriers deux séries de multiples en verre : Crâneuse ! (carafe, coupe, vase) et L'Offrande du Cœur (coffret contenant trois objets en verre soufflé, moulé et filé, et un livret) 
En 2016, le Cnap (Centre National des Arts Plastiques) acquiert les Crâneuse(s) !  pour sa collection de design.

## Expositions
- "Not I", Alone - Sophie Boursat, Dado, Equipo Crónica, Françoise Quardon, François Rouan, Georges Rousse, Bernar Venet…, Les Abattoirs, Toulouse, septembre-octobre 2020[11].

## Présence dans des collections publiques
Fonds National d’Art Contemporain, Paris, Manufacture Nationale de Sèvres, Fonds Départemental de la Seine Saint Denis, FRAC Alsace, FRAC Champagne-Ardenne, FRAC Midi-Pyrénées, Les Abattoirs à Toulouse, Frac des Pays de la Loire, FRAC Rhône-Alpes, Musée National d’Art Moderne au sein du Centre Georges Pompidou à Paris, Musée d’Art Contemporain de Lyon, Musée des Beaux-Arts de Nantes, Henry Moore Institute, Leeds, Angleterre, Sonje Museum of Contemporary Art, Kyongju, Corée.

## Publications
- Je pense à vous, La Criée, Centre d'art contemporain, Rennes, 1990
- Accroche-cœur ; The happy house ; 1992
- Summer is ready when you are, textes de Caroline Dubois et Jean-Pierre Rehm, Éditions Joca Seria, 1995
- Huit Refrains du bouquet muet, Éditions contrat maint, 2005
- Miss Maggot Meat, Éditions contrat maint, 2007
- La Ballade des clamecés, Éditions Joca Seria, 2009
- Furnitures, Éditions contrat maint, 2011
- Jolie Pépée, mon amie de porcelaine, Éditions courtes et longues, 2012
- Fais régner à jamais, Éditions Tarabuste, 2014